# Notre part des ténèbres
Notre part des ténèbres est un roman de Gérard Mordillat paru le 9 janvier 2008 aux éditions Calmann-Lévy. Il a été adapté en bande dessinée en 2019.

## Résumé
Notre part des ténèbres de Gérard Mordillat est un roman qui aborde des thèmes de l'ombre et de la lumière, tant sur le plan personnel que collectif. L'intrigue suit deux personnages principaux, Pierre et Michel, qui sont liés par un événement marquant de leur passé. Pierre, un psychiatre, est confronté à ses propres démons intérieurs et se voit impliqué dans une enquête qui le ramène à des éléments de son passé qu'il aurait préféré oublier. Michel, quant à lui, semble plus ancré dans le présent mais porte également les stigmates d'une époque troublée. 
Une partie du livre raconte le détournement d'un paquebot par les employés licenciés d'une entreprise internationale la nuit du réveillon. Ce détournement s'accompagne de la prise d'otage des membres du conseil d'administration et de l'assemblée des actionnaires présents à bord pour fêter les bons résultats annuels de la société.
Le roman explore les limites de l'âme humaine et questionne ce qui définit l'individu et son rapport à la violence, à la culpabilité et à la rédemption. À travers ces personnages, Mordillat nous invite à réfléchir sur la part d’ombre qui habite chaque être humain, et sur la manière dont elle se manifeste dans la société. 
L’écriture est dense, mêlant aspects psychologiques et philosophiques, avec une narration qui pousse le lecteur à confronter ses propres ténèbres intérieures. Ce livre, dans sa réflexion sur la condition humaine, aborde des sujets universels, notamment la confrontation à la souffrance et la quête de sens face à l’obscurité de l’existence. 
Notre part des ténèbres peut être vu comme une méditation sur l’ambivalence de la nature humaine, la lutte contre les forces internes et externes qui nous poussent vers des zones d'ombre, mais aussi la possibilité d’y trouver une forme de lumière.
Les romans Les vivants et les morts (2005), Notre part des ténèbres (2008) et Rouge dans la brume (2011) constituent une trilogie, mais selon son auteur ils forment un triptyque.

## Éditions et traductions
- Notre part des ténèbres, Calmann-Lévy, 2008 (ISBN 978-2702137581).
- Notre part des ténèbres, Le Livre de poche, 2010 (ISBN 978-2253126362).